# Косинцева Тетяна Анатоліївна
Тетяна Анатоліївна Косинцева (11 квітня 1986, Архангельськ) — російська шахістка, гросмейстер (2009), заслужений майстер спорту Росії (2010).
 Дворазова чемпіонка Європи (2007, 2009). Чемпіонка Європи зі швидких шахів (2012). Дворазова переможниця Шахових олімпіад (2010, 2012) і дворазова чемпіонка Європи у складі збірної Росії (2007, 2009).
Її рейтинг станом на січень 2016 року — 2475 (24-е місце у світі, 6-е — серед шахісток Росії).

## Життєпис
Навчилася грати в шахи у віці шести років. 1998 року на чемпіонаті Європи серед дівчат до 12 років поділила 1-е місце. Такий самий результат показала на першості світу до 12 років. Але через гірший додатковий показник знову не завоювала титул. Через два роки на чемпіонаті Європи до 18 років поділила разом зі своєю сестрою Надією 1-е місце (за додатковим показником посіла 2-е місце). В 2002-му (Еліста), 2004 (Казань) і 2007 (Москва) перемагає на чемпіонатах Росії.

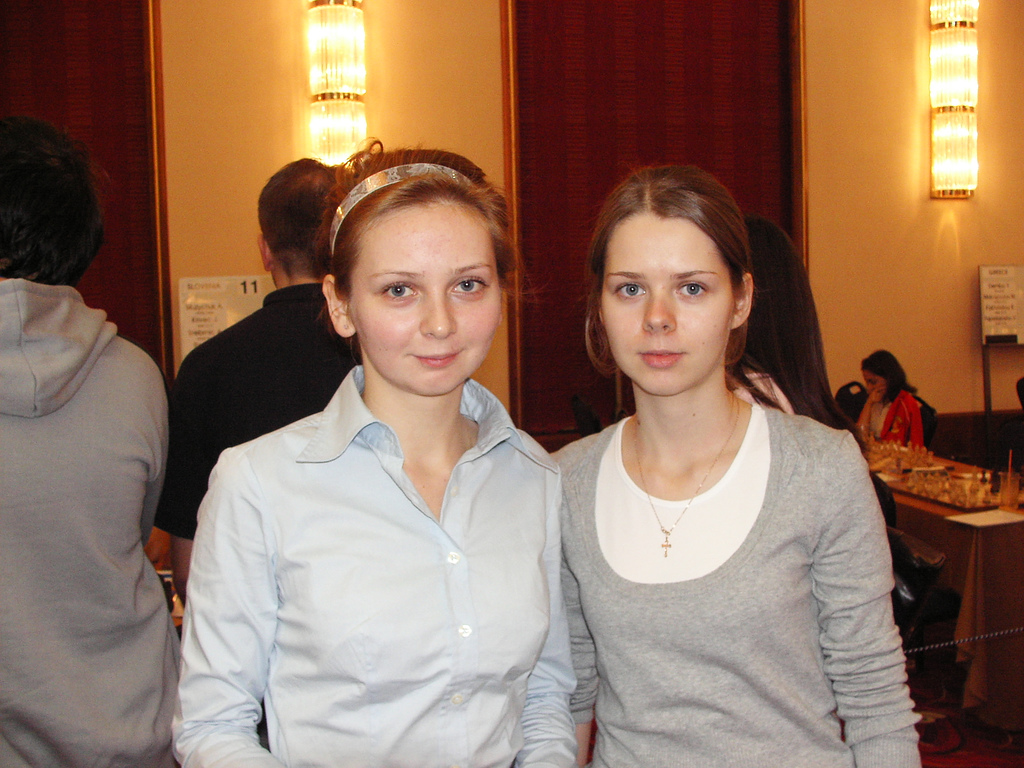
Тетяна Косинцева з сестрою Надією

На олімпіадах в Бледі (2000), Турині (2006) у складі збірної Росії завоювала срібні медалі, 2004 року в Кальвії — бронзові.
2010 року в Ханти-Мансійську у складі збірної Росії стала переможницею шахової олімпіади. Тетяна виступала на першій шахівниці. Результат: +5=4-1
У Стамбулі 2012 року Тетяна показала результат +3-1=5 на 1 дошці та завойовувала золото у складі збірної Росії, яка обігнала в останньому турі збірну Китаю.
На чемпіонаті Європи в Дрездені 2007 року посіла 1-е місце, потім повторила цей результат у Санкт-Петербурзі 2009 року (на тай-брейку).
У 2001 отримала титул гросмейстера серед жінок, з 2004 — міжнародний майстер, з 2009 — гросмейстер. Разом з сестрою займається у тренера Юрія Дохояна.
Вивчає юриспруденцію і живе в Архангельську.